# Archegocepheus imadatei
Archegocepheus imadatei är en kvalsterart som beskrevs av Aoki 1965. Archegocepheus imadatei ingår i släktet Archegocepheus och familjen Carabodidae. Inga underarter finns listade i Catalogue of Life.